# Alice Rohrwacher
  Alice Rohrwacher    (Fiesole, 29 de desembre de 1981) és una directora de cinema italiana.

## Biografia
Va néixer a Fiesole, a la Toscana, filla de mare italiana i pare alemany. Va passar la seva joventut a la ciutat de Castel Giorgio (província de Terni), on la seva mare (Annalisa Giulietti) va néixer i el seu pare (Reinhard Rohrwarcher) va treballar com a apicultor. És la germana de l'actriu italiana Alba Rohrwacher. Va estudiar literatura i filosofia a la Universitat de Torí i es va especialitzar en escriptura de guions a l'Escola Holden de Torí.
La seva primera experiència de producció va ser l'any 2006, quan va dirigir una part del documental italià Checosamanca.
Al 2011 va dirigir el seu primer llargmetratge Corpo celeste, estrenat en la Quinzaine des Réalisateurs (Quinzena dels realitzadors) durant el Festival de Cannes de 2011, aconseguint l'aclamació de la crítica i va aconseguir el Nastro d'Argento (Cinta de Plata) al millor director novell, un premi lliurat pel Sindacato Nazionale Giornalisti Cinematografici Italiani (Sindicat Nacional Italià de Periodistes de Cinema).
El seu segon llargmetratge, Le meraviglie, va guanyar el Gran Premi del Festival de Cannes de 2014. Al 2014, Alice va ser seleccionada com a presidenta del jurat del premi Luigi De Laurentiis a la millor pel·lícula debutant del 71º Festival Internacional de Cinema de Venècia.

## Filmografia

### Directora

#### Llargmetratges
- Corpo celeste (2011).
- Le meraviglie (2014).
- Lazzaro felice (2018).
- La chimera (2023)

#### Documentals
- Le fiumara, episodi del documental Checosamanca (2006).
- 9x10 novanta (2014) - episodi Una canzone.

### Editora
- Un piccolo spettacolo (2005)
- Tradurre (2008)
- Boygo (2008)
- In tempo, ma rubato (2009)
- Residu fisso (2009)

## Premis i reconeixements
- 2014 Festival de cinema europeu de Sevilla.
  - Premi especial del jurat per Le meraviglie.
- 2014 - Festival de Cannes
  - Gran Premi del Jurat per Le meraviglie.
- 2012 - Nastro d'Argento
  - Nastro d'Argento al Millor Director Novell per Corpo celeste.
- 2012 -Premi Ingmar Bergman
  - Premi al debut internacional per Corpo celeste.
- 2012 - Ciak d'oro
  - Millor pel·lícula debutant per Corpo celeste.
- 2012 - Premi Suso Cecchi D'Amico
  - Millor guió per Corpo celeste.